# YANKEE (アルバム)
『YANKEE』（ヤンキー）は、米津玄師のメジャー1枚目、通算2枚目のオリジナルアルバム。2014年4月23日に発売。発売元はユニバーサルシグマ。

## 背景とリリース
ボーカロイドクリエイター、ハチとして活動していた米津にとって、メジャーデビュー以来初となるアルバムである。アルバム名は複数の意味や由来が存在するものの、インタビューでは移民という意味で表現されている。メジャーデビュー以降に発表されたシングル『サンタマリア』『MAD HEAD LOVE/ポッピンアパシー』（ポッピンアパシーは未収録）の他、ハチ名義でGUMIを用いて制作された『ドーナツホール』のセルフカバーバージョンなど、計15曲が収録された。
初回限定盤である画集盤と映像盤の2形態に加え、通常盤の合計3形態で発売。画集盤は104頁に及ぶイラスト集、映像盤は「リビングデッド・ユース」と「アイネクライネ」のMVを収録したDVDが付く。
iTunesの年間ランキング「Best of 2014 今年のベスト」で本作が今年のベストアルバムとして受賞された。第7回CDショップ大賞2015にて上位入賞8作品に選出された。

## 収録内容
| 全作詞・作曲: 米津玄師。 |                               |           |            |                       |      |
| #                        | タイトル                      | 作詞      | 作曲・編曲 | 編曲                  | 時間 |
| 1.                       | 「リビングデッド・ユース」    | 米津玄師  | 米津玄師   | 米津玄師              | 4:11 |
| 2.                       | 「MAD HEAD LOVE」             | 米津玄師  | 米津玄師   | 米津玄師              | 3:37 |
| 3.                       | 「WOODEN DOLL」               | 米津玄師  | 米津玄師   | 米津玄師              | 4:07 |
| 4.                       | 「アイネクライネ」            | 米津玄師  | 米津玄師   | 米津玄師 & 蔦谷好位置 | 4:48 |
| 5.                       | 「メランコリーキッチン」      | 米津玄師  | 米津玄師   | 米津玄師              | 3:38 |
| 6.                       | 「サンタマリア (ALBUM VER.)」 | 米津玄師  | 米津玄師   | 米津玄師              | 5:33 |
| 7.                       | 「花に嵐」                    | 米津玄師  | 米津玄師   | 米津玄師              | 4:44 |
| 8.                       | 「海と山椒魚」                | 米津玄師  | 米津玄師   | 米津玄師              | 5:13 |
| 9.                       | 「しとど晴天大迷惑」          | 米津玄師  | 米津玄師   | 米津玄師              | 3:47 |
| 10.                      | 「眼福」                      | 米津玄師  | 米津玄師   | 米津玄師              | 4:24 |
| 11.                      | 「ホラ吹き猫野郎」            | 米津玄師  | 米津玄師   | 米津玄師              | 4:32 |
| 12.                      | 「TOXIC BOY」                 | 米津玄師  | 米津玄師   | 米津玄師              | 3:57 |
| 13.                      | 「百鬼夜行」                  | 米津玄師  | 米津玄師   | 米津玄師              | 4:36 |
| 14.                      | 「KARMA CITY」                | 米津玄師  | 米津玄師   | 米津玄師              | 3:44 |
| 15.                      | 「ドーナツホール (COVER)」    | 米津玄師  | 米津玄師   | 米津玄師              | 3:25 |
| 合計時間:                | 合計時間:                     | 合計時間: | 64:16      |                       |      |

## 楽曲解説
リビングデッド・ユース
アルバムの中で最後に完成した楽曲。
MAD HEAD LOVE
2ndシングル『MAD HEAD LOVE/ポッピンアパシー』1曲目。
WOODEN DOLL
アイネクライネ
2014年度東京メトロCMソング。
メランコリーキッチン
サンタマリア(ALBUM VER.)
1stシングル『サンタマリア』表題曲のアルバムバージョン。ボーカルのみ録り直しを行っている。
花に嵐
海と山椒魚
しとど晴天大迷惑
眼福
ホラ吹き猫野郎
TOXIC BOY
百鬼夜行
1stシングル『サンタマリア』カップリング曲。
KARMA CITY
ドーナツホール(COVER)
ハチ feat.GUMI名義で発表した同名曲のセルフカバー。

## 演奏
- 米津玄師：Vocal, Guitar, Programming
- 中島宏士：Guitar (1.2.3.7.8.9.10.11)
- 須藤優 (ARDBECK)：Bass (1.2.3.4.5.7.9.10.11.15)
- 真船勝博：Bass (6.13)
- 杉本圭：Bass (8)
- 堀正輝 (ARDBECK)：Drums (1.2.3.4.5.7.8.9.10.11.15)
- BOBO：Drums (6.13)
- 小宮山純平：Drums (12)
- 蔦谷好位置：Piano (4)
- ハタヤテツヤ：Piano (6)
- 後藤勇一郎：Strings (6)